# Хоньковцы
Хо́ньковцы (укр. Хоньківці) — село на Украине, находится в Могилёв-Подольском районе Винницкой области.
Население по переписи 2001 года составляет 968 человек. Почтовый индекс — 24020. Телефонный код — 4337.
Занимает площадь 3,2 км². Находятся в 5 км от Могилёва-Подольского.

## Религия
В селе действует Свято-Михайловский храм Могилёв-Подольского благочиния Могилёв-Подольской епархии Украинской православной церкви.

## Адрес местного совета
24020, Винницкая область, Могилёв-Подольский р-н, с. Хоньковцы, ул. Октябрьская, 49